# مایکل پاول
مایکل پاول (انگلیسی: Michael Powell؛ زاده ۳۰ سپتامبر ۱۹۰۵ –  درگذشته ۱۹ فوریهٔ ۱۹۹۰) یک کارگردان، و هنرپیشه اهل بریتانیا بود.